# 玻尔兹曼分布

波茲曼分布是一種指數分布。

波茲曼因子 / (縱軸) 作為幾個不同能量差 的溫度 T 的函數

在統計力學和數學中，波茲曼分布（英語：Boltzmann distribution），或稱吉布斯分布（英語：Gibbs distribution），是一種機率分布或機率測度，它給出一個系統處於某種狀態的機率，是該狀態的能量及溫度的函數。該分布以下列形式表示：
{\displaystyle p_{i}\propto e^{-{\varepsilon _{i}}/{(kT)}}}
其中pi是系統處於狀態i的機率，εi是該狀態的能量，kT為波茲曼常数k和熱力學溫度T的乘积。符號{\textstyle \propto }表示比例（比例常數見§ 分布形式）

這裡的「系統」一詞具有非常廣泛的涵義；它適用的範圍可以從「足夠數量」的原子集合（但不是單個原子）到一個宏觀系統，例如天然气储罐。因此，波茲曼分布可以解決非常廣泛且多樣的問題。該分布表明，能量較低的狀態總是有較高的機率被佔用。
兩種狀態的機率比稱為波茲曼因子，其特徵在於其僅取決於兩狀態之能量差：
{\displaystyle {\frac {p_{i}}{p_{j}}}=e^{{(\varepsilon _{j}-\varepsilon _{i})}/{(kT)}}}
波茲曼分布以路德維希·波茲曼的名字命名，他於1868年研究熱平衡中氣體的統計力學時首次提出了這一分布。波茲曼的統計力學成果證明於他的論文“論熱力學第二定律與熱平衡狀態的機率之間的關係”該分布後來被喬賽亞·威拉德·吉布斯（Josiah Willard Gibbs）以現代通用的形式進行了廣泛的研究。
廣義波茲曼分布是熵的統計力學定義（吉布斯熵公式{\textstyle S=-k_{\mathrm {B} }\sum _{i}p_{i}\log p_{i}}）和熵的熱力學定義（{\textstyle \mathrm {d} S={\frac {\delta Q_{\text{rev}}}{T}}}，以及熱力學基本關係）等價的充分必要條件。
不應將波茲曼分布与馬克士威-波茲曼分布或馬克士威-波茲曼統計混淆。波茲曼分布給出了系統處於某一狀態的機率，作為該狀態的能量的函數，而馬克士威-波茲曼分布給出了理想氣體中的粒子速度或能量的機率。

## 分布形式
波茲曼分布是狀態能量與系統溫度的機率分布函數，給出了粒子處於特定狀態下的機率。其具有以下形式：
{\displaystyle p_{i}={\frac {1}{Q}}}{e^{-{\varepsilon }_{i}/(kT)}={\frac {e^{-{\varepsilon }_{i}/(kT)}}{\sum _{j=1}^{M}{e^{-{\varepsilon }_{j}/(kT)}}}}}
其中{\displaystyle p_{i}}為狀態i的機率，{\displaystyle \epsilon _{i}}為狀態i之能量， {\displaystyle k}為波茲曼常數，{\displaystyle T}為系統的絕對溫度，而{\displaystyle M}是系統中我們有興趣且可知的狀態數量。分母的歸一化常數{\displaystyle Q}（一些作者用{\displaystyle Z}表示）對系統所有狀態進行總和，是規範的配分函數：
{\displaystyle Q={\sum _{i=1}^{M}{e^{-{\varepsilon }_{i}/(kT)}}}}
這個結果源自於所有可能狀態的機率之和必須為1的約束條件。
波茲曼分布是使熵最大化的分布。
{\displaystyle H(p_{1},p_{2},\cdots ,p_{M})=-\sum _{i=1}^{M}p_{i}\log _{2}p_{i}}
受制於約束條件時，{\textstyle \sum {p_{i}{\varepsilon }_{i}}}等於特定的平均能量值（可以使用拉格朗日乘數證明）。
對於一個我們感興趣的系統，若是知道系統中各狀態的能量，可以直接計算此系統的配分函數。各種原子的配分函數可以在NIST Atomic Spectra Database找到。
該分布表明，低能量的狀態比起高能量的狀態具有較高的分布機率。同時，它也能夠定量地比較兩能階分布機率的關係。狀態i與狀態j的分布機率比為：
{\displaystyle {\frac {p_{i}}{p_{j}}}=e^{({\varepsilon }_{j}-{\varepsilon }_{i})/(kT)}}
其中，{\displaystyle p_{i}}為狀態i的機率，{\displaystyle p_{j}}為狀態j的機率，而{\displaystyle \epsilon _{i}}和{\displaystyle \epsilon _{j}}分別為狀態i和狀態j的能量。兩能量對應的機率比，必須考慮它們的簡併能階。
波茲曼分布通常用於描述粒子的分布，例如原子與分子在各種束縛態的分布情形。實際上，粒子處於狀態i的機率會等於處於狀態i的粒子數除以系統中所有粒子的總數，即：
{\displaystyle p_{i}={\frac {N_{i}}{N}}}
其中{\displaystyle N_{i}}為處於狀態i的粒子數，{\displaystyle N}為系統中所有粒子的總數。我們可以使用波茲曼分布找出該機率。正如上式，機率等於位於狀態i的粒子數與總數之比例。因此，我們可以位於狀態i的粒子數比例表示成一以能量作為變數的函數：
{\displaystyle {\frac {N_{i}}{N}}={\frac {e^{-{\varepsilon }_{i}/(kT)}}{\sum _{j=1}^{M}{e^{-{\varepsilon }_{j}/(kT)}}}}}
這個等式對於光譜學來說非常重要。在光譜學中，我們觀察到一個原子或分子從一狀態躍遷至另一狀態的譜線。一般來說，越大比例的分子在第一能態，意味著發生越多的從第一至第二能態的躍遷。此現象可從越強的譜線觀察到。然而，除了分子數比例外，也有其他因素會影響譜線的強弱，例如禁制機制。
機器學習中常用的softmax函數與波茲曼函數有關。

## 統計力學上的應用
在統計力學中，波茲曼分布會出現在熱平衡（能量交換平衡）的孤立（或近似孤立）系統中。最一般的情況是正則系綜的機率分布。而在某些特殊情況下（衍生自正則系綜）也有相關的應用。
正則系綜（一般情况）
正則系綜給出了各種可能狀態的機率分布在一固定體積、封閉且有熱庫的熱平衡系統。此時，正則系綜具有波茲曼形式的機率分布。

## 數學上的應用
在數學上，波茲曼函數更廣義的形式為吉布斯測度。在統計學與機器學習中又被稱為對數-線性模型。在深度学习中，玻尔兹曼分布被用于随机神经网络的采样分布，例如玻尔兹曼机，受限玻尔兹曼机和深度玻尔兹曼机。